# Glypta mainensis
Glypta mainensis är en stekelart som beskrevs av Dasch 1988. Glypta mainensis ingår i släktet Glypta och familjen brokparasitsteklar. Inga underarter finns listade i Catalogue of Life.